# Carbon-Based Anatomy
Carbon-Based Anatomy is een extended play van de fusionband Cynic. De extended play is uitgekomen onder het label Season of Mist op 11 november 2011.
De extended play bestaat uit 6 nieuwe nummers, alhoewel het nummer "Carbon-Based Anatomy" een re-interpretatie is van een oude, nooit uitgekomen Æon Spoke-single, "Homosapien". Dit werd ook gedaan in Cynics laatste lp, "Traced in Air", want het nummer "Integral Birth" was ook een re-interpretatie van een oude, nooit uitgekomen Æon Spoke-single, "When Sunrise Skirts the Moor".
De artwork werd gemaakt door Robert E. Venosa, de artiest die ook voor alle vorige artwork van Cynic verantwoordelijk is. Venosa stierf kort voor de release van "Carbon-Based Anatomy". Het album is aan hem opgedragen.
Drie van de zes nummers zijn korte, ambient-gerichte nummers ("Amidst the Coals", "Bija!", and "Hieroglyph"), een nieuwe stijl binnen het werk van Cynic. Omdat de twee vorige fulltime-bandleden Tymon Kruidenier en Robin Zielhorst (Exivious) de band verlieten om logistieke redenen, werden alle gitaarpartijen opgenomen door Paul Masvidal. De baspartij werd gespeeld en opgenomen door Sean Malone, die ook in alle vorige Cynic-releases bas speelt, behalve op Re-Traced (2010).

## Musici
- Paul Masvidal – zang, gitaar, gitaarsynthesizer
- Sean Reinert – drums, percussie, toetsinstrumenten
- Sean Malone – Fretless basgitaar

met
- Amy Correia – vrouwelijke zang

## Muziek
| Nr. | Titel                | Duur |
| --- | -------------------- | ---- |
| 1.  | Amidst the coals     | 2:11 |
| 2.  | Carbon-Based anatomy | 6:24 |
| 3.  | Bija!                | 2:27 |
| 4.  | Box up my bones      | 5:32 |
| 5.  | Elves beam out       | 3:59 |
| 6.  | Hieroglyph           | 2:28 |